# Persone di nome Martin/Calciatori
| Questa pagina contiene informazioni ricavate automaticamente dalle voci biografiche con l'ausilio del template Bio e di un bot. L'aggiornamento è periodico e automatico e ricostruisce completamente la pagina. Se manca una persona in questa lista, sei pregato di non aggiungerla, ma accertati piuttosto che la sua voce biografica contenga il template Bio e che i dati anagrafici siano correttamente compilati. Se il template Bio manca, inseriscilo tu stesso o, in alternativa, metti l'avviso {{tmp\|Bio}} che ne segnala la mancanza. Se i dati riportati sono sbagliati, correggi direttamente la voce biografica; le modifiche saranno visibili in questa lista entro pochi giorni. Per chiarimenti vedi il progetto antroponimi. La lista contiene solo le 236 persone che sono citate nell'enciclopedia e per le quali è stato implementato correttamente il template Bio. Pagina aggiornata al 22 lug 2025. |

Questa è una lista di persone presenti nell'enciclopedia che hanno il nome Martin e sono calciatori.

## A(12)
- Martin Abena, ex calciatore camerunese (Yaoundé, n. 1986)
- Martin Abraham, ex calciatore ceco (Moravská Třebová, n. 1978)
- Martin Adamec, calciatore slovacco (Levice, n. 1998)
- Martin Adeline, calciatore francese (Épernay, n. 2003)
- Martin Assomo, calciatore camerunese (Ebolowa, n. 1999)
- Martin Albrechtsen, calciatore danese (Værløse, n. 1980)
- Martin Aldridge, calciatore britannico (Northampton, n. 1974 - Oxford, † 2000)
- Martin Amedick, ex calciatore tedesco (Paderborn, n. 1982)
- Sebastian Andersson, ex calciatore svedese (Ängelholm, n. 1991)
- Martin Angha, calciatore svizzero (Zurigo, n. 1994)
- Martin Atanasov, calciatore bulgaro (Sofia, n. 2002)
- Martin Ndzie, calciatore camerunese (n. 2003)

## B(19)
- Martin Baran, calciatore slovacco (Prešov, n. 1988)
- Martin Baturina, calciatore croato (Spalato, n. 2003)
- Martin Bača, ex calciatore ceco (n. 1985)
- Martin Bednár, calciatore slovacco (Prešov, n. 1999)
- Martin Bengtsson, ex calciatore svedese (Örebro, n. 1986)
- Martin Bergvold, ex calciatore danese (Rødovre, n. 1984)
- Martin Berkovec, calciatore ceco (Mariánské Lázně, n. 1989)
- Martin Bernburg, ex calciatore danese (Copenaghen, n. 1985)
- Martin Bjørnbak, calciatore norvegese (Mo i Rana, n. 1992)
- Martin Blaha, calciatore ceco (Olomouc, n. 1985)
- Martin Boakye, calciatore italiano (Valdagno, n. 1995)
- Martin Bogatinov, calciatore macedone (Kratovo, n. 1986)
- Martin Borre, ex calciatore danese (n. 1979)
- Martin Boyle, calciatore scozzese (Aberdeen, n. 1993)
- Martin Brunner, ex calciatore svizzero (Zurigo, n. 1963)
- Martin Buchan, ex calciatore e allenatore di calcio scozzese (Aberdeen, n. 1949)
- Martin Büchel, ex calciatore liechtensteinese (Vaduz, n. 1987)
- Martin Bukata, calciatore slovacco (Košice, n. 1993)
- Martin Busse, ex calciatore tedesco orientale (Brehme, n. 1958)

## C(10)
- Robin Cederberg, calciatore svedese (n. 1983)
- Martin Cedidla, calciatore ceco (n. 2001)
- Martin Chivers, ex calciatore inglese (Southampton, n. 1945)
- Martin Chlumecký, calciatore ceco (n. 1997)
- Martin Chrien, calciatore slovacco (Banská Bystrica, n. 1995)
- Martin Braithwaite, calciatore danese (Esbjerg, n. 1991)
- Martin Christensen, ex calciatore danese (Ishøj, n. 1987)
- Martin Chudý, calciatore slovacco (Považská Bystrica, n. 1989)
- Martin Cranie, ex calciatore inglese (Yeovil, n. 1986)
- Martin Cseh, calciatore slovacco (Trenčín, n. 1988)

## D(9)
- Martin Devaney, ex calciatore inglese (Cheltenham, n. 1980)
- Martin Dičev, calciatore bulgaro (Varna, n. 2000)
- Martin Djetou, ex calciatore ivoriano (Abidjan, n. 1974)
- Martin Dobrotka, calciatore slovacco (Bratislava, n. 1985)
- Martin Doležal, calciatore ceco (Valašské Meziříčí, n. 1990)
- Martin Donnelly, calciatore nordirlandese (Belfast, n. 1988)
- Martin Dooling, calciatore statunitense (Alton, n. 1886 - St. Louis, † 1966)
- Martin Dostál, calciatore ceco (Praga, n. 1989)
- Martin Dúbravka, calciatore slovacco (Žilina, n. 1989)

## E(5)
- Martin Ehrenreich, ex calciatore austriaco (Leoben, n. 1983)
- Martin Elvestad, ex calciatore norvegese (Tune, n. 1989)
- Martin Ericsson, ex calciatore svedese (Gustafs, n. 1980)
- Martin Erlić, calciatore croato (Zara, n. 1998)
- Martin Experiénce, calciatore haitiano (Châteaubriant, n. 1999)

## F(6)
- Martin Fenin, calciatore ceco (Cheb, n. 1987)
- Martin Fillo, calciatore ceco (Planá, n. 1986)
- Martin Foltýn, calciatore ceco (Havířov, n. 1993)
- Martin Fraisl, calciatore austriaco (Wolfsbach, n. 1993)
- Martin Franić, calciatore croato (Slavonski Brod, n. 1997)
- Martin Frýdek, calciatore ceco (Hradec Králové, n. 1992)

## G(6)
- Martin Gamboš, calciatore slovacco (Žilina, n. 1998)
- Martin Georgiev, calciatore bulgaro (Sofia, n. 2005)
- Martin Graiciar, ex calciatore ceco (Karlovy Vary, n. 1999)
- Martin Grasegger, calciatore austriaco (n. 1989)
- Martin Gregory, ex calciatore maltese (n. 1965)
- Marin Grujević, calciatore croato (Fiume, n. 1991)

## H(16)
- Martin Haftmann, calciatore tedesco (Dresda, n. 1899 - † 1961)
- Martin Hansen, calciatore danese (Glostrup, n. 1990)
- Martin Hardie, ex calciatore scozzese (Alexandria, n. 1976)
- Martin Harnik, calciatore tedesco (Amburgo, n. 1987)
- Martin Harrer, ex calciatore austriaco (Voitsberg, n. 1992)
- Martin Harvey, calciatore e allenatore di calcio nordirlandese (Belfast, n. 1941 - † 2019)
- Martin Hašek, calciatore ceco (n. 1995)
- Martin Heeb, ex calciatore liechtensteinese (n. 1969)
- Martin Hinteregger, calciatore austriaco (Feldkirchen in Kärnten, n. 1992)
- Martin Hongla, calciatore camerunese (Yaoundé, n. 1998)
- Martin Horák, ex calciatore ceco (Olomouc, n. 1980)
- Martin Horáček, ex calciatore ceco (Ivančice, n. 1980)
- Martin Høyem, calciatore norvegese (Trondheim, n. 1982)
- Martin Hruška, calciatore ceco (n. 1981)
- Martin Husár, calciatore slovacco (Trnava, n. 1985)
- Martin Hála, calciatore ceco (Olomouc, n. 1992)

## J(10)
- Martin Jakubko, ex calciatore slovacco (Chminianska Nová Ves, n. 1980)
- Martin Janáček, calciatore ceco (Cehnice, n. 2000)
- Martin Jedlička, calciatore ceco (Příbram, n. 1998)
- Martin Jensen, ex calciatore danese (Esbjerg, n. 1978)
- Martin Jilek, calciatore ceco (n. 1986)
- Martin Jindráček, calciatore ceco (Roudnice nad Labem, n. 1989)
- Martin Jirouš, calciatore ceco (Ústí nad Labem, n. 1986)
- Martin Jiránek, ex calciatore ceco (Praga, n. 1979)
- Martin Johansen, calciatore norvegese (Drammen, n. 1893 - Drammen, † 1989)
- Martin Juhár, calciatore slovacco (Košice, n. 1988)

## K(30)
- Martin Kaalma, calciatore estone (Tallinn, n. 1977)
- Martin Kamburov, ex calciatore bulgaro (Svilengrad, n. 1980)
- Martin Kargl, calciatore austriaco (n. 1912 - † 1946)
- Martin Karndu, ex calciatore liberiano (Monrovia, n. 1993)
- Martin Kase, calciatore estone (Tallinn, n. 1993)
- Martin Kavdanski, calciatore bulgaro (Dupnica, n. 1987)
- Martin Kelly, calciatore inglese (Whiston, n. 1990)
- Martin Keown, ex calciatore inglese (Oxford, n. 1966)
- Martin Kjølholdt, calciatore norvegese (n. 1938 - † 1989)
- Martin Klein, ex calciatore ceco (Brno, n. 1984)
- Martin Knudsen, ex calciatore norvegese (Bergen, n. 1978)
- Martin Kobras, calciatore austriaco (Bregenz, n. 1986)
- Martin Kobylański, calciatore tedesco (Berlino, n. 1994)
- Martin Koeman, calciatore olandese (Purmerend, n. 1938 - Leeuwarden, † 2013)
- Martin Kolesár, calciatore slovacco (Trebišov, n. 1997)
- Martin Kolář, calciatore ceco (Praga, n. 1983)
- Martin Konczkowski, calciatore polacco (Ruda Śląska, n. 1993)
- Martin Konečný, ex calciatore slovacco (Dunajská Streda, n. 1972)
- Martin Koscelník, calciatore slovacco (Vranov nad Topľou, n. 1995)
- Martin Kovačev, ex calciatore bulgaro (Kjustendil, n. 1982)
- Martin Kovaľ, calciatore slovacco (Bratislava, n. 1999)
- Martin Košťál, calciatore slovacco (Nové Zámky, n. 1996)
- Martin Kramarič, calciatore sloveno (Novo mesto, n. 1997)
- Martin Krameš, calciatore ceco (Strakonice, n. 1993)
- Martin Kraus, calciatore ceco (Praga, n. 1992)
- Martin Kree, ex calciatore tedesco (Werl, n. 1965)
- Martin Kreuzriegler, calciatore austriaco (n. 1994)
- Martin Králik, calciatore slovacco (Prievidza, n. 1995)
- Martin Kuncl, calciatore ceco (Brno, n. 1984)
- Martin Mutumba, ex calciatore svedese (Solna, n. 1985)

## L(11)
- Martin Laamers, ex calciatore olandese (Arnhem, n. 1968)
- Martin Lanig, ex calciatore tedesco (Bad Mergentheim, n. 1984)
- Martin Latka, ex calciatore ceco (Hluboká nad Vltavou, n. 1984)
- Martin Laursen, ex calciatore danese (Fårvang, n. 1977)
- Martin Lejsal, ex calciatore ceco (Kyjov, n. 1982)
- Martin Leština, calciatore ceco (n. 1981)
- Martin Linnes, calciatore norvegese (Sander, n. 1991)
- Martin Lipčák, ex calciatore slovacco (Sečovce, n. 1975)
- Martin Lorentzson, calciatore svedese (Södertälje, n. 1984)
- Martin Lukeš, ex calciatore ceco (Bruntál, n. 1978)
- Martin Lukov, calciatore bulgaro (Sofia, n. 1993)

## M(11)
- Martin Maloča, calciatore croato (Zagabria, n. 1990)
- Martin Marxer, calciatore svizzero (Bellinzona, n. 1999)
- Martin McGaughey, ex calciatore britannico (Moneyreagh, n. 1960)
- Martin Mikovič, calciatore slovacco (Trnava, n. 1990)
- Martin Mikulič, ex calciatore slovacco (Bratislava, n. 1985)
- Martin Milec, calciatore sloveno (Maribor, n. 1991)
- Martin Miller, calciatore estone (Tartu, n. 1997)
- Martin Minčev, calciatore bulgaro (Varna, n. 2001)
- Martin Moormann, calciatore austriaco (Stockerau, n. 2001)
- Martin Männel, calciatore tedesco (Hennigsdorf, n. 1988)
- Martin Müller, ex calciatore ceco (n. 1970)

## N(3)
- Martin Nešpor, calciatore ceco (Brandýs nad Labem-Stará Boleslav, n. 1990)
- Martin Norbye, ex calciatore norvegese (Karasjok, n. 1981)
- Martin Novaković, calciatore serbo (Zaječar, n. 2001)

## O(4)
- Martin O'Neill, ex calciatore e allenatore di calcio nordirlandese (Kilrea, n. 1952)
- Martin Obšitník, ex calciatore slovacco (Košice, n. 1969)
- Martin Oehry, ex calciatore liechtensteinese (n. 1964)
- Martin Olsson, calciatore svedese (Gävle, n. 1988)

## P(13)
- Martin Pajić, calciatore croato (Čakovec, n. 1999)
- Martin Palincsár, calciatore ungherese (n. 1999)
- Martin Palumbo, calciatore norvegese (Bergen, n. 2002)
- Martin Peters, calciatore e allenatore di calcio inglese (Plaistow, n. 1943 - Londra, † 2019)
- Martin Petkov, calciatore bulgaro (Sofia, n. 2002)
- Martin Petrov, ex calciatore bulgaro (Vraca, n. 1979)
- Martin Pieckenhagen, ex calciatore tedesco (Berlino, n. 1971)
- Martin Polaček, calciatore slovacco (Prešov, n. 1990)
- Martin Poljovka, ex calciatore slovacco (Banská Bystrica, n. 1975)
- Martin Pospíšil, calciatore ceco (Bělkovice-Lašťany, n. 1991)
- Martin Prohászka, ex calciatore slovacco (Nové Zámky, n. 1973)
- Martin Pušić, ex calciatore austriaco (Vienna, n. 1987)
- Martin Steuble, ex calciatore svizzero (Schlieren, n. 1988)

## R(12)
- Martin Ovenstad, calciatore norvegese (Drammen, n. 1994)
- Martin Rajnov, calciatore bulgaro (Gabrovo, n. 1992)
- Martin Ramsland, calciatore norvegese (Øyslebø, n. 1993)
- Martin Rasner, calciatore austriaco (Oberpullendorf, n. 1995)
- Martin Rechsteiner, ex calciatore svizzero (Altstätten, n. 1989)
- Martin Regáli, calciatore slovacco (Prešov, n. 1993)
- Martin Reissmann, calciatore tedesco (n. 1900 - † 1971)
- Martin Remacle, calciatore belga (Verviers, n. 1997)
- Martin Retov, ex calciatore danese (Rødovre, n. 1980)
- Martin Rowlands, ex calciatore irlandese (Londra, n. 1979)
- Martin Ruhasia, ex calciatore salomonese (n. 1977)
- Martin Rymarenko, calciatore slovacco (Banská Bystrica, n. 1999)

## S(20)
- Martin Ellingsen, calciatore norvegese (Elverum, n. 1995)
- Martin Samuelsen, calciatore norvegese (Haugesund, n. 1997)
- Martin Sawi, calciatore sudsudanese (Alessandria d'Egitto, n. 1999)
- Martin Schneider, ex calciatore tedesco (Schweinfurt, n. 1968)
- Martin Scicluna, ex calciatore maltese (n. 1960)
- Martin Scott, ex calciatore scozzese (Livingston, n. 1986)
- Martin Sekulić, calciatore croato (Zagabria, n. 1999)
- Martin Singleton, ex calciatore inglese (Banbury, n. 1963)
- Martin Skaba, calciatore tedesco orientale (Gleiwitz, n. 1935 - † 2024)
- Martin Sladký, calciatore ceco (Domažlice, n. 1992)
- Martin Šlapák, calciatore ceco (Hořovice, n. 1987)
- Martin Smedberg-Dalence, ex calciatore e allenatore di calcio svedese (Norrköping, n. 1984)
- Martin Sorakov, calciatore bulgaro (Sofia, n. 2003)
- Martin Spanring, ex calciatore tedesco (Monaco di Baviera, n. 1969)
- Martin Spelmann, calciatore danese (Hvidovre, n. 1987)
- Martin Stoll, ex calciatore tedesco (Heidelberg, n. 1983)
- Martin Stranzl, ex calciatore austriaco (Güssing, n. 1980)
- Martin Suchomel, calciatore ceco (Praga, n. 2002)
- Martin Sus, calciatore ceco (Benešov, n. 1990)
- Martin Frese, calciatore danese (Rødovre, n. 1998)

## T(10)
- Martin Talakov, calciatore macedone (n. 2003)
- Martin Taylor, ex calciatore inglese (Ashington, n. 1979)
- Martin Telser, ex calciatore liechtensteinese (n. 1978)
- Martin Terrier, calciatore francese (Armentières, n. 1997)
- Axel Thufason, calciatore danese (Copenaghen, n. 1889 - Copenaghen, † 1962)
- Martin Ticháček, calciatore ceco (Klatovy, n. 1981)
- Martin Tošev, calciatore bulgaro (Sofia, n. 1990)
- Martin Trnovský, calciatore slovacco (Bratislava, n. 2000)
- Martin Trocha, ex calciatore tedesco orientale (Bytom, n. 1957)
- Martin Tóth, calciatore slovacco (Nitra, n. 1986)

## V(10)
- Martin Valjent, calciatore slovacco (Dubnica nad Váhom, n. 1995)
- Martin Vaniak, ex calciatore ceco (Ústí nad Labem, n. 1970)
- Martin Vantruba, calciatore slovacco (Trnava, n. 1998)
- Martin Vetkal, calciatore estone (Tallinn, n. 2004)
- Martin Vingaard, ex calciatore danese (Odense, n. 1985)
- Martin Vitík, calciatore ceco (Praga, n. 2003)
- Martin Vozábal, ex calciatore ceco (Tábor, n. 1978)
- Martin Vunk, calciatore estone (Tartu, n. 1984)
- Martin Vyskoč, ex calciatore slovacco (Liptovský Mikuláš, n. 1977)
- Martin Vyskočil, calciatore ceco (Olomouc, n. 1982)

## W(5)
- Martin Wagner, ex calciatore e procuratore sportivo tedesco (Offenburg, n. 1968)
- Martin Wasinski, calciatore belga (n. 2004)
- Martin Weber, ex calciatore svizzero (Bargen, n. 1957)
- Martin Wiig, ex calciatore norvegese (Bodø, n. 1983)
- Martin Woods, calciatore scozzese (Airdrie, n. 1986)

## Z(2)
- Martin Zeman, calciatore ceco (Tábor, n. 1989)
- Martin Zlomislić, calciatore bosniaco (Posušje, n. 1998)

## Á(1)
- Martin Ádám, calciatore ungherese (Budapest, n. 1994)

## Ø(2)
- Martin Ødegaard, calciatore norvegese (Drammen, n. 1998)
- Martin Ørnskov, ex calciatore danese (Silkeborg, n. 1985)

## Č(1)
- Martin Čížek, ex calciatore ceco (Vítkov, n. 1974)

## Ď(1)
- Martin Ďurica, ex calciatore slovacco (Žilina, n. 1981)

## Š(6)
- Martin Škrtel, ex calciatore slovacco (Handlová, n. 1984)
- Martin Šlogar, calciatore croato (Zabok, n. 2000)
- Martin Švejnoha, ex calciatore ceco (Příbram, n. 1977)
- Martin Šarić, ex calciatore argentino (Buenos Aires, n. 1979)
- Martin Šindelář, calciatore ceco (n. 1991)
- Martin Šulek, calciatore slovacco (Trenčín, n. 1998)

## Ž(1)
- Martin Živný, ex calciatore ceco (Brno, n. 1981)